# Regimiento de Caballería de Tanques 9
El Regimiento de Caballería de Tanques 9 "Gral. José Gervasio Artigas" (RC Tan 9) es una unidad de caballería blindada del Ejército Argentino con asiento en el cuartel de ejército en Puerto Deseado, Provincia de Santa Cruz, y perteneciente a la IX Brigada Mecanizada "Cnel. Luis Jorge Fontana", en el marco de la 3.ª División de Ejército "Tte. Gral. Julio Argentino Roca".

## Origen
El presidente de la Nación Bernardino Rivadavia creó, en 1826, el Regimiento 9 de Caballería de Línea.

## Historia operativa
El regimiento realizó las siguientes campañas:
- Año 1821/1827 Guerra del Brasil
- Año 1833/1834 Expedición al Desierto
- Sitio de Montevideo
- Año 1879 Conquista del Desierto
- Año 1907 Campaña del Chaco

Se destacó en los siguientes combates:
- Batalla de Ituzaingó
- Combate de Camacuá
- Combate de las Cañas
- Combate del Rincón de Biricayupí
- Batalla de Cepeda (1859)
- Batalla de Pavón

Desde su creación sus asentamientos de paz anteriores al actual fueron: Montevideo, fronteras Sur, Norte y Oeste, Villa Mercedes, Resistencia (Chaco), Esquina (Corrientes), Santa Fe, Buenos Aires, Bahía Blanca, General Roca (Río Negro), Bariloche, Provincia del Chaco, Formosa, Paraná, Curuzú Cuatiá y Mercedes (Corrientes).

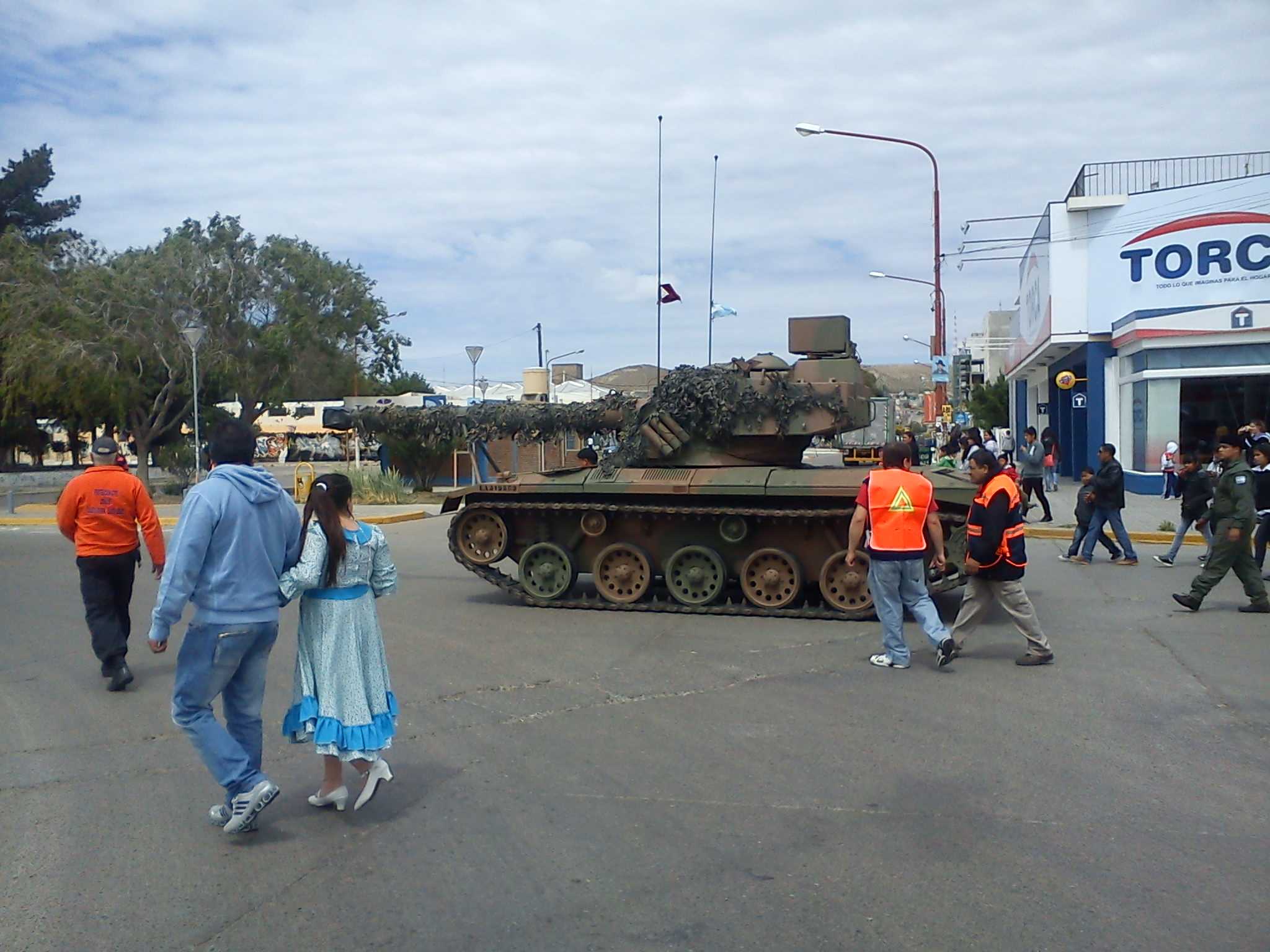
SK-105A1 en posterior desfile en el marco del 112.º aniversario de Caleta Olivia

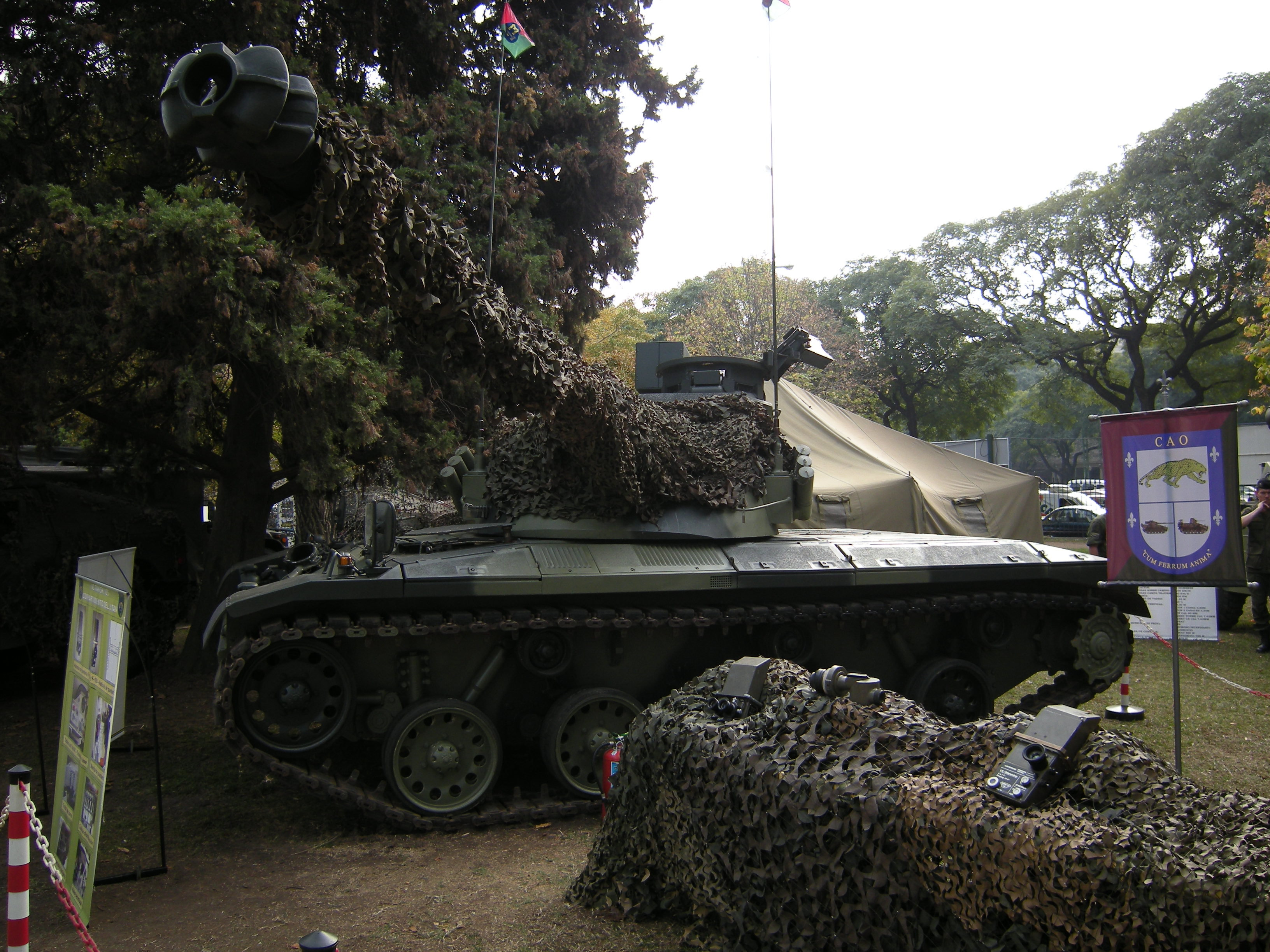
SK-105A1 durante la Exposición del Ejército Argentino realizada en mayo de 2008.

Fue escolta presidencial hasta el año 1904. Después, fue base de la Escuela de Caballería hasta el año 1956.
En 1944, el C9 pasó a formar parte de la recién creada la 4.ª División de Caballería con asiento en Curuzú Cuatiá.
En contexto de una modificación de la caballería, la superioridad dispuso su traslado a Mercedes el 15 de septiembre de 1952, constituyendo unidad con la Escuela de Caballería.
Con el golpe de Estado del 16 de septiembre de 1955 contra Juan Domingo Perón, la 4.ª División -incluyendo el C9- marchó hacia la Agrupación Blindada Escuela de Curuzú Cuatiá, perturbada por el alzamiento militar. El triunfo de los revolucionarios determinó la adhesión de las unidades. Las autoridades de la Revolución Libertadora dejaron segregada la Escuela de Caballería, que regresó a Campo de Mayo.
En 1964 en contexto de una reestructuración del Ejército, el regimiento fue disuelto. Así, el 16 de noviembre de 1964 el C9 quedó transformado en Escuadrón de Exploración de Caballería Blindada 3, dependiente de la III Brigada de Infantería, con comando en Curuzú Cuatiá.
En 1981 fue recreado bajo denominación Regimiento de Caballería de Tanques 9, con asiento en Puerto Deseado (provincia de Santa Cruz), y dotado de tanques SK-105 Kürassier. El 18 de mayo de 1996 la superioridad le impuso el nombre "General José Gervasio Artigas", en homenaje al Ejército Uruguayo.
Realiza habitualmente sus ejercitaciones en los grandes predios de la Patagonia, como lo fue el ejercicio «Roca» en abril del año 2000, junto a toda la Brigada XI y la presencia del entonces ministro de defensa Ricardo López Murphy.
En marzo de 2010 intervino con sus tanques en el ejercicio Operación Retrógrada desarrollado en Santa Cruz, con la presencia de la entonces ministra de defensa Nilda Garré. A fines de ese año pasó a integrar con personal el Batallón Conjunto Argentino 13 Haití, participando en la misión MINUSTAH de Naciones Unidas, hasta junio de 2011.
A fines de 2011 la unidad comenzó a trasladar parte de su material de dotación SK-105 al Regimiento de Caballería de Tanques 13, ubicado en General Pico, en el marco de un Plan de Redistribución de Material del Ejército. El traslado de los vehículos estuvo a cargo de camiones del RC Tan 13 y de la Base de Apoyo Logístico Pigüé, partiendo sus viajes desde la BAL Comodoro Rivadavia.
En marzo de 2014, la unidad es desplegada a Chipre, ya que compone el núcleo principal de la Fuerza de Tareas Argentina 45 que ejecuta la misión de paz UNFICYP. Las operaciones de vigilancia del personal del RC Tan 9 en el Sector 1 de la Buffer Zone se extienden hasta septiembre de ese año.

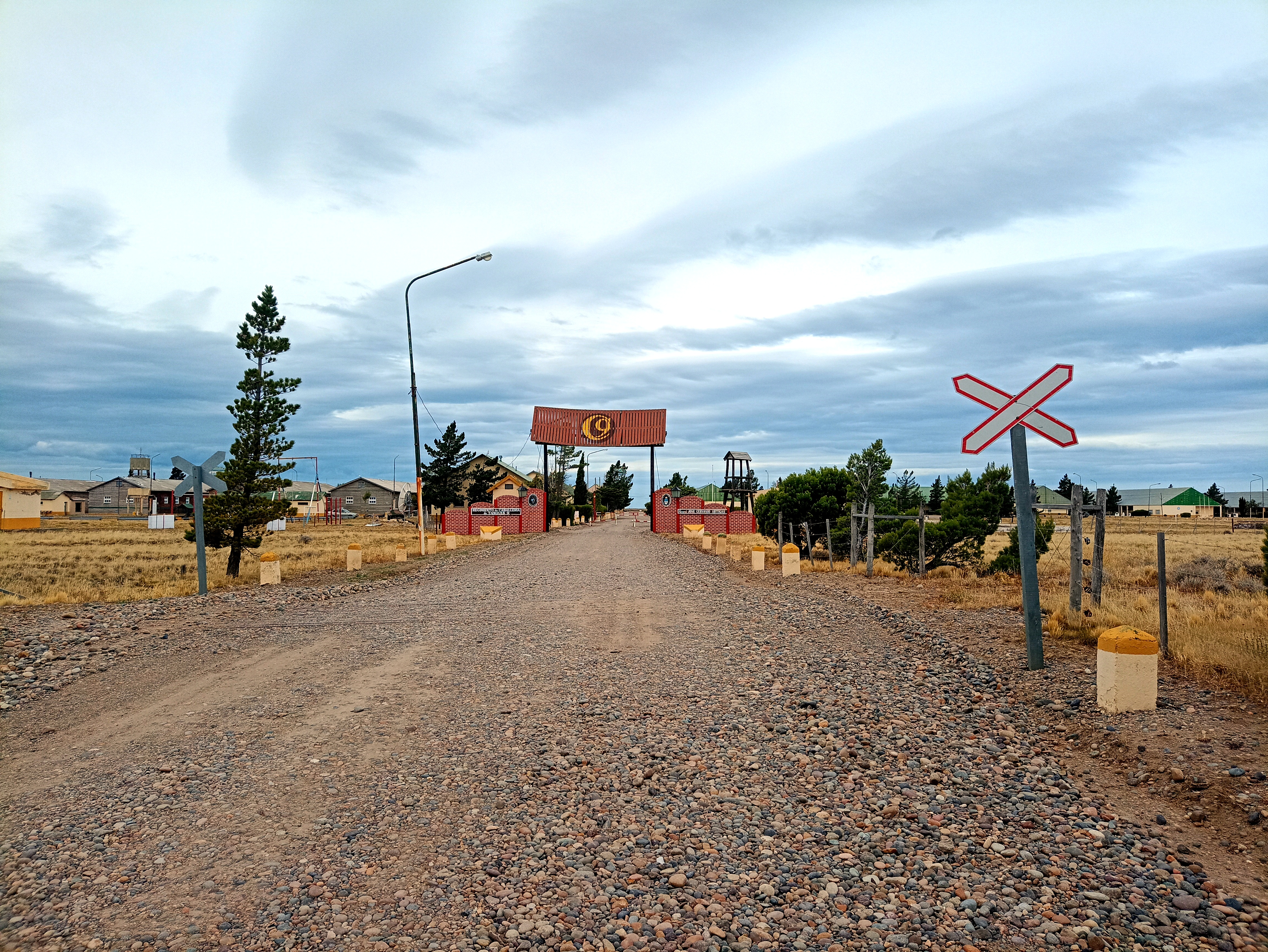
Las vías rumbo al desvío Km 8 frente al ingreso al regimiento.